# Christa Lee Williams
Christa Lee Williams (Houston, Texas, 8 februari 1978) is een Amerikaans softbalster en olympisch kampioene. Ze won op de Olympische Zomerspelen 1996 en de Olympische Zomerspelen 2000 een gouden medaille met haar softbalteam.
Williams speelde voor het softbalteam van de Universiteit van Texas in Austin.
| Logo van de Olympische Spelen | Goud | Zilver | Brons | Logo van de Olympische Spelen |
|                               | 2    | 0      | 0     |                               |